# Cratere Ann
Ann è  un cratere lunare. Il cratere è dedicato all'omonimo nome femminile ebraico.